# MÁV XXIa
Die MÁV XXIa war eine schmalspurige Tenderlokomotive für Bosnische Spur (760 mm), die von der Lokomotivfabrik der StEG gefertigt wurde.

## Geschichte
Die ersten Lokomotiven für die Schmalspurbahnen in Ungarn stellte die Lokomotivfabrik Wiener Neustadt mit der Reihe MÁV XXI und der späteren Reihe MAV 397 her. Diese Maschinen stimmten mit dem Konzept der Schmalspurbahnen der damaligen Zeit überein.
1895 fertigte die Lokomotivfabrik StEG in Wien eine Serie von umgebauten Lokomotiven dieses Typs (Werkstype 128), bei der MAV später bezeichnet als Reihe 395.0. Die Lokomotive hatte die gleiche Achsfolge wie die bekannte kkStB U, gegenüber dieser Reihe hatte sie allerdings geringere Abmaße. Als technische Besonderheit besaß sie ein bewegliches Achslager in der Laufachse.
Während die MAV 397 für die Trassen um Nagykároly und Kovászna (Rumänien) verwendet wurde, wurden die 395.0 für die Trasse Gyulafehervar – Zalatna und Szatmár – Erdeed in Rumänien eingesetzt.
Die Maschine 395.002 setzte die MAV während der Zeit des Zweiten Weltkriegs auf der Borzsatalbahn ein, wo sie in den 1950er Jahren ihr Dasein beendete. Die Stationierungsdaten und Ausmusterung der rumänischen Lokomotiven ist nicht bekannt. Eine Fotografie zeigt die 395.003 noch 1969 auf der Trasse Zalatna – Alba Iulia.